# Zdzisław Zabierzewski
Zdzisław Zabierzewski, pseud. The Bat (ur. 29 sierpnia 1966) – polski dziennikarz radiowy, tłumacz, twórca tekstów piosenek.
Autor przekładów na język angielski utworów literackich, albumów muzycznych, poetycko-dźwiękowych audycji radiowych.
W latach 1994–2004 prowadził autorskie programy radiowe „Muzyka Nocnych Nietoperzy” oraz „Bardowie Światła i Cienia” w Radiu Rak (później Żak), a od 2000 do 2013 roku prowadził niezmiennie dwujęzyczny program „Romantyczna Fala/Romantic Wave” na antenie Radia Alfa.

## Tłumaczenia literackie
- Małgorzata Rudowicz – „Muza Niecierpliwa” („Impatient Muse”) 2001 r.
- Michał Zabłocki –  „100 Krótkich Wierszy” („100 Short Poems”) 2004 r.
- Mateusz Kurcewicz – „Chwilomyśli” („Momenthoughts”) 2004 r.
- Mateusz Kurcewicz – „Lunaświat” („Lunaworld”) 2006 r.
- Mateusz Kurcewicz – „Bezkształty” („Unshapes”) 2007 r.
- Mateusz Kurcewicz – „Esy floresy” („Loose Curlicues”) 2008 r.
- Michał Zawadka – „Galeria bajek. Wiersze czytane obrazem” („The Gallery of Fairy Tales to Be Read through Images”) 2015 r.

## Anglojęzyczne wersje płyt
- Myslovitz – „Miłość w Czasach Pop Kultury” („Love in the Popculture”)
- Myslovitz – „Skalary, Mieczyki i Neonki” („Cichlids, Swordtails and Glowfish”)
- Myslovitz – „Hapiness is Easy” („Hapiness is Easy”)
- Kasia Stankiewicz – „Extrapop” („Extrapop”)
- Kasia Stankiewicz – „Mimikra” („Mimicry”)
- Chylińska – „Winna” („Wicked”)
- Artur Rojek – „Składam się z ciągłych powtórzeń” („I'm Made of Rote Repetitions”)

## Teksty własne
- utwór „Bezczas” z płyty „Bezczas” – Szymon Wydra & Carpe Diem
- utwory z płyty „The Event Horizont” – Cemetery of Scream
- utwory z płyty „New Space Order” – Elint

Zdzisław „Nietoperz” Zabierzewski jest również autorem przekładów na język angielski pojedynczych utworów, pochodzących z płyt takich wykonawców jak: Wilki, IRA, Kombi, Agnieszka Chylińska, Agnieszka Chrzanowska, Tamara Kalinowska, Cool Kids of Death oraz Carpe Diem.